# Bordiguismo

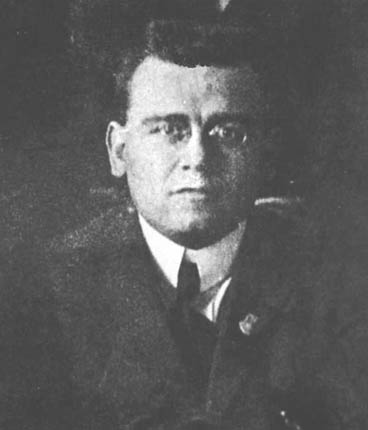
Amadeo Bordiga, 1924

Bordiguismo é uma corrente marxista inspirada pelo italiano Amadeo Bordiga, fundador do Partido Comunista Italiano (na altura "Partido Comunista de Itália"), caracterizada sobretudo pela oposição à participação nos parlamentos e eleições "burguesas", e a partir dos anos 30 também pela rejeição do socialismo da União Soviética, considerado como "capitalismo de Estado". A posição antiparlamentarista de Bordiga foi criticada por Vladimir Lenine em Esquerdismo, Doença Infantil do Comunismo.
Grande parte da tradição política designada como "bordiguista" foi desenvolvida sem a participação de Bordiga, que foi preso em 1926 pelo regime de Mussolini, e que, mesmo depois de libertado, dedicou-se unicamente à sua atividade profissional (como engenheiro e arquiteto), só tendo regressado à ação política em 1944. Tal veio a originar, em 1952, uma rutura entre, por um lado, Bordiga e um grupo de discípulos que pretendia regressar a um programa similar ao inicialmente desenvolvido nos anos 20, e por outro, muitos dos "bordiguistas" dos anos 30 e 40, que pretendiam incorporar os desenvolvimentos ideológicos entretanto ocorridos na clandestinidade e no exílio. A corrente bordiguista em sentido mais estrito (a que continuou a seguir Bordiga a partir de 1952) agrupou-se no Partido Comunista Internacional, atualmente divido em várias organizações rivais (continuando as principais a reclamar o nome "Partido Comunista Internacional").

## Ideias

### Leninismo e papel do partido
Bordiga inscreve-se na tradição leninista, ao contrário de outros grupos ultra-esquerdistas que emergiram dos movimentos críticos do comunismo oficial e acabaram por rejeitar o contributo do líder soviético, nomeadamente o comunismo de conselhos. Enquanto este acabou por recusar a ideia de um partido como forma de organização da classe operária, considerando que esta só era verdadeiramente representada pelos conselhos operários, Bordiga considerava que a ditadura do proletariado consistia na ditadura do partido, e que os conselhos operários só poderiam desempenhar um papel revolucionário se fossem criados a partir das secções do partido comunista. O bordiguismo, no entanto, é muitas vezes considerado um desvio de esquerda no sentido de que Lenine dá esta palavra no seu panfleto Esquerdismo, Doença Infantil do Comunismo, que se refere a Bordiga para criticar sua recusa absoluta e incondicional de participar em eleições.
Bordiga defendia a ideia de um partido organizado pelos princípios do "centralismo orgânico". Um partido baseado no centralismo orgânico não põe os seus princípios à votação dos seus membros, mas sim irá sempre preservar os princípios considerados corretos, com os militantes aceitando esses princípios. O partido deverá liderar a classe operária em vez de participar na politica parlamentar. Para os bordiguistas, a "invariância" é um aspeto central da doutrina, de forma que o corpo do pensamento marxista não precisa ser revisto ou enriquecido à luz dos acontecimentos. Resultado de um processo científico, foi definido de uma vez por todas em 1848 no Manifesto do Partido Comunista de Karl Marx e Friedrich Engels e corretamente desenvolvido até o terceiro congresso da Internacional Comunista em 1921. O papel do partido é manter intacto a teoria e o programa comunista, e Bordiga é muito crítico face aos comunistas que pretendem modificar a doutrina.
Nessa concepção muito rígida do partido toda a atividade é impulsionada pelo centro, que mantém a correção da teoria. Os opositores dos bordiguistas geralmente falam sobre o "fetichismo do partido" que substituiria o partido pela classe trabalhadora. Além disso, o bordiguismo geralmente insiste na distinção feita por Marx entre o partido formal e o partido histórico, sendo o primeiro a organização contingente e o segundo o corpus ideológico indestrutível independente de sua encarnação militante. Assim, para os bordiguistas, o verdadeiro Partido Comunista pode, em um período desfavorável, consistir apenas de um punhado de membros que trabalham para defender a teoria enquanto esperam dias melhores.

### Socialismo
A versão de Bordiga do Leninismo levou-o a considerar que o socialismo não é uma sociedade em que os trabalhadores controlem os seus locais de trabalho (fábricas, empresas, minas, etc.) individuais, já que o local de trabalho continuaria a ser propriedade, neste caso dos trabalhadores. O socialismo significa a abolição da propriedade, requerendo um controlo social centralizado sobre todos os meios de produção. Bordiga também via o socialismo como o fim das classes sociais e do Estado — no entanto, uma administração central continuaria responsável pelos assuntos da sociedade, e os cargos diretivos não seriam escolhidos por eleição, mas por um processo não-democrático em que profissionais selecionariam os mais adequados para cada função.
O socialismo seria também uma sociedade sem dinheiro, em que numa primeira fase os bens seriam distribuídos por racionamento e, no seu estádio mais desenvolvido, por acesso livre. Também a planificação económica seria feita por cálculos em espécie, contabilizando quantidades físicas produzidas e utilizadas, sem lhes atribuir um equivalente monetário quantitativo. No entanto, embora sem dinheiro, durante algum tempo existiriam "vales-trabalho", que difeririam do dinheiro porque perderiam o seu valor se não fossem usados dentro de um dado período e só poderiam ser usados para adquirir os produtos predefinidos, funcionando como cupões de racionamento.
Como todos os grupos da ultra-esquerda, o bordiguismo não considera que a URSS fosse uma economia socialista. Para os bordiguistas, a URSS era um país de economia de mercado que funcionava pelas regras singulares do capitalismo de Estado. Bordiga também utilizou o termo "industrialismo de Estado" para definir os primeiros anos da era soviética.

### Luta contra o antifascismo
Os bordiguistas são conhecidos por considerar que o fascismo e o antifascismo são duas faces da mesma moeda burguesa. O antifascismo seria uma armadilha usada pela burguesia para desviar os proletários da sua verdadeira luta: a luta de classes, independentemente de o Estado ser democrático, fascista ou autoritário. Alguns autores às vezes equiparam o bordiguismo a um certo negacionismo, com base num polémico texto publicado no jornal Programme communiste em 1960, "Auschwitz ou o grande álibi", embora este não questione a existência das câmaras de gás.

## Organizações
Há várias organizações derivadas da tradição bordiguista e do "Partido Comunista Internacional" fundado por Bordiga, as principais usando essa designação e podendo ser distinguidas pelo nome do jornal da secção italiana respetiva:
- Partido Comunista Internacional (Il Programma Comunista)
- Partido Comunista Internacional (Il Partito Comunista)
- Partido Comunista Internacional (Il Comunista)
- Partido Comunista Internacional (Bolletino)
- n+1 / Quaderni Internazionalisti
- Grupo Comunista Mundial[29][30]
- Robin Goodfellow[30]

Outras organizações reivindicam-se da herança da esquerda comunista italiana, mas não do bordiguismo posterior à II Guerra Mundial:
- Corrente Comunista Internacional, com origem na secção francesa dos anos 30/40 da esquerda comunista[31]
- Tendência Comunista Internacionalista, antes Instituto Internacional para o Partido Revolucionário,[32] criada a partir do Partido Comunista Internacionalista (Battaglia Comunista)[33]
- Grupo Internacional da Esquerda Comunista, com origem numa facção da Corrente Comunista Internacional[34]

## História

### "Ala esquerda" do Partido Socialista Italiano
A partir de 1910 começou a emergir uma ala esquerda no Partido Socialista Italiano (PSI), contra o que consideravam como a linha moderada seguida pelo grupo parlamentar do partido, nomeadamente o apoio de alguns deputados à Guerra ítalo-turca. No congresso de 1912, a ala esquerda saiu-se vitoriosa, levando a saída do partido dos deputados pró-governamentais e à rejeição da autonomia do grupo parlamentar.
Simultaneamente, na Federação dos Jovens Socialistas, a "ala esquerda", dinamizada, entre outros, por Amadeo Bordiga (que havia criado em Nápoles o Clube Socialista Revolucionário Carlo Marx, em contraponto à estrutura local do PSI, dominada pelos moderados), defendendo uma organização virada para as lutas sociais, derrotou os moderados que defendiam que a Federação dos Jovens e o seu jornal (L'Avanguardia) deveriam-se dedicar sobretudo ao estudo e reflexão teórica e à difusão cultural.
Durante a I Guerra Mundial (no qual Bordiga esteve mobilizado em 1915 e 1916), o PSI oscilou entre várias posições, associadas às diferentes fações do partido. Na sequência do congresso de Roma, em 1917, ganho pela ala esquerda, Bordiga dinamizou a "fracção revolucionária independente", defendendo a revolução proletária em contraponto com a linha puramente pacifista da maioria do partido.
Em 1918, na sequência da Revolução Russa, a "fracção intransigente" passa a publicar o jornal Il Soviete e a designar-se como a "Fracção Comunista Abstencionista"; os "abstencionistas" defendiam que o partido deveria aderir a Internacional Comunista e abandonar todas as ligações com o sistema parlamentar, renunciando a toda a ação eleitoral e parlamentar. A fracção de Il Soviete participa no 2º Congresso da Internacional Comunista, onde consegue impor a sua linha de expulsar da Internacional as organizações que não aceitem todos as teses da Internacional; por seu lado, renuncia ao abstencionismo, aceitando a posição de Lenine de participação nas eleições.

### Partido Comunista de Itália
Em 1921, no congresso de Livorno do PSI, as correntes radicais separam-se e, sob a liderança de Bordiga, fundam o Partido Comunista de Itália (PCd'I). O novo partido rejeita (mesmo que para lutar contra o fascismo) qualquer política de frente unida com outras organizações partidárias, embora a admita a nível dos sindicatos; tal linha em breve o fez entrar em conflito com a Internacional Comunista, que, a partir da ascensão do fascismo, havia começado a defender a política de aliança entre as várias correntes socialistas; ao mesmo tempo, o PSI expulsou a sua ala direita, tendo a Internacional Comunista ordenado a fusão entre o PCd'I e o PSI "de esquerda". Na sequência dessas divergências, a direção do PCd'I foi destituída pela Internacional, mas a fusão com o PSI acabaria por não resultar.
Em 1924, o PCI (a sigla pelo qual se tornou comum designar o Partido Comunista de Itália, ainda que a mudança para Partido Comunista Italiano só tenha ocorrido nos anos 40) realiza uma conferência na clandestinidade, que se salda numa vitória para a ala esquerda "bordiguista": 35 das 45 federações aprovam as suas teses, considerando que a vitória do fascismo demonstrava que a luta era entre "ditadura da burguesia" ou "ditadura do proletariado" (rejeitando assim acordos com os sociais-democratas ou com os partidos "burgueses" antifascistas) e também criticando a excessiva centralização e hierarquização da Internacional. No entanto, a liderança do Partido continuou nas mãos da facção de Antonio Gramsci, com o apoio da Internacional.
Nos anos seguintes Bordiga e os seus apoiantes, em oposição à direção do Partido e da Internacional se opõem à política da "bolchevização", nomeadamente à criação de células de empresa (que Bordiga considerava levarem os trabalhadores a só discutirem os problemas específicos do seu lugar de trabalho, deixando a política geral para os intelectuais) e estabelece ligações com a oposição trotskista internacional.
Em 1926, a "esquerda comunista" italiana tinha elaborado os seus princípios fundamentais: rejeição de estratégia de "frente única" dos partidos de esquerda, de alianças antifascistas, do "socialismo em um só país" estalinista e de qualquer forma de defesa da "democracia burguesa".

### Fracção de Esquerda do PCI
Em novembro de 1926, Bordiga foi preso pela polícia fascista, tendo em dezembro sido confinado na ilha de Ustica, junto com António Gramsci, de quem era simultaneamente adversário político e amigo pessoal; mais tarde foi transferido para a ilha de Ponza, sendo libertado em novembro de 1929. Em março de 1930 foi expulso do Partido (agora liderado por Togliatti), sob as acusações de "ter apoiado (...) as posições de Trótski" e de "ter dado directivas e desenvolvida uma atividade secessionista de desintegração do partido". De 1930 até 1943, Bordiga abandonou a vida política, trabalhando como engenheiro em Nápoles (embora constantemente importunado pelas autoridades).
Com Bordiga preso, grande parte dos seus apoiantes, agora fora do Partido Comunista e maioritariamente no exílio, vieram a organizar-se na "Fracção de Esquerda do PCI", que na prática existia desde 1927 mas foi criada oficialmente em 1928, composta por quatro "federações": Nova Iorque, Bruxelas, Paris e Lyon (esta última era responsável pela atividade política em Itália), e publicando o jornal Prometeo (nome porque por vezes a tendência era designada).
A conferência fundadora repudiou a posição da Internacional Comunista de "o socialismo num só país" e defendeu Leon Trótski; no entanto, continuou a manter a sua especificidade ideológica, defendendo apenas as conclusões aprovadas no 2º Congresso da Internacional (1920) e rejeitando (ao contrários dos trotskistas) as conclusões dos 3º e 4º Congressos) (1921 e 1922, respetivamente).
A Fracção de Esquerda continuou os contactos com os trotskistas e com as várias oposições existentes na Internacional, mas a rutura acabou por se consumar, devido à sua rejeição, seja qual fosse a situação, em lutar por reivindicações democráticas (p.ex, em Espanha recusavam a apoiar a luta pela república e pela autodeterminação do País Basco e da Catalunha, considerando que o único slogan do movimento comunista internacional deveria ser a "ditadura do proletariado" e a destruição do "Estado burguês") e da política de "frente unida" com os sociais-democratas.

### Bilan

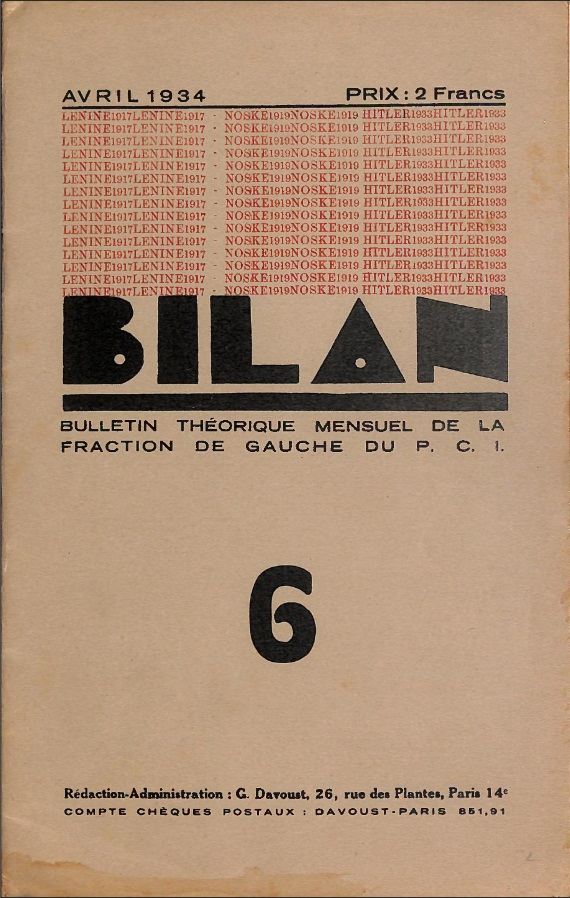
Nº 6 da revista Bilan, publicado em abril de 1934

Em novembro de 1933 a Fracção de Esquerda começou a publicar a revista Bilan (Balanço - nome inspirado pela ideia de fazer o "balanço" dos resultados da Revolução de Outubro), "Boletim Teórico da Fracção de Esquerda do PCI", publicação mensal que teve 46 números até fevereiro de 1938, e onde se processou grande parte do desenvolvimento das posições ideológicas da esquerda comunista italiana.
Bilan opôs-se à política de "Frente Popular" e ao antifascismo, considerando que o fascismo e a democracia eram apenas duas variantes do sistema capitalista, e que a Frente Popular canalizava as luta para a defesa da democracia e da república em vez de contra o capitalismo; ao contrário dos trotskistas rejeita também qualquer político de "defesa da URSS" em caso de guerra, considerando que esta estava integrada no sistema de alianças imperialistas. Igualmente rejeitada era a tese leninista tradicional de apoio aos movimentos de libertação nacional nas colónias, considerando que o desenvolvimento do capitalismo mundial tornava impossível que esses países se pudessem desenvolver de forma autónoma.
A respeito da União Soviética, Bilan adotou a posição de que a burocracia era apenas uma grupo parasitário e não uma nova classe dominante (já que não possuía os meios de produção, que continuavam coletivizados) e que a URSS continuava a ser um estado proletário. No entanto, o grupo irá progressivamente desenvolver a ideia de que, mesmo após a revolução haverá um conflito permanente entre o proletariado e o estado proletário, e que é do Estado que vem o perigo de uma restauração dos privilégios e do capitalismo. Os bolcheviques teriam cometido de erro de confundir o Partido com o Estado, ignorando o perigo que o Estado representaria para o socialismo. Sem abandonar o princípio da ditadura do partido, o grupo considera necessário a liberdade de constituir facções dentro do partido, a independência dos sindicatos e o direito à greve, sem o qual haveria sempre o perigo do partido e/ou o Estado se voltarem contra os trabalhadores. Em compensação, ao contrários de outras facções "esquerdistas" como os comunistas de conselhos, pouca importância deu aos "conselhos operários".
Bilan inicialmente teve uma posição ambígua face a Trótski e ao trotskismo, defendendo Trótski mas criticando o seu movimento; no entanto, a partir do momento em que os trotskistas aderem à SFIO (o partido socialista francês), a rutura torna-se definitiva.

### Fracção Italiana da Esquerda Comunista
Em 1935, o congresso da "Fracção de Esquerda do PCI" reunido em Bruxelas muda o nome para "Fracção Italiana da Esquerda Comunista". A mudança de nome reflete a ideia de cortar as referências ao PCI e à Internacional Comunista, considerando que esta já não era passível de ser regenerada por dentro.
A Guerra Civil de Espanha divide a Fracção: uma minoria considerou que estava a ocorrer um revolução social em Espanha, e muitos desses militantes foram combater ao lado do Partido Operário de Unificação Marxista (POUM) e dos anarco-sindicalistas da Confederação Nacional do Trabalho (CNT); mas a maioria opôs a tal posição, considerado que não havia uma revolução proletária em Espanha (tanto devido a existência de elementos "burgueses" na Frente Popular e na Espanha republicana, como devido à inexistência de uma organização que considerassem com um partido revolucionário — para a Fracção, o proletariado apenas poderia existir como classe revolucionária se organizada num partido). Durante algum tempos as duas linhas coexistiram, tendo chegado a ser reconhecida a "Federação de Barcelona", mas em novembro de 1936, por ocasião do congresso da Fracção, a cisão consumou-se. Em 1937, depois da militarização das milícias, os elementos que estavam a combater em Espanha regressaram a França, tendo então aderido à organização União Comunista. Após a repressão de maio de 1937 efetuada pela polícia republicana e pelos comunistas do PSUC contra os anarquistas e o POUM em Barcelona (em que os dirigentes anarquistas apelaram aos operários para não pegarem em armas), a Fracção considerou tal como a prova que a sua linha era a correta, e que as outras facções da esquerda, como os anarquistas ou os comunistas ortodoxos, estavam do outro lado da barricada.
Alguns militantes de uma organização belga (a LCI) com quem a Fracção Italiana tinha contactos apoiaram a sua linha no que diz respeito a Espanha; sendo expulsos da LCI, criaram em fevereiro de 1937 a Fracção Belga; em outubro desse ano, uma organização mexicana (o Grupo de Trabalhadores Marxistas) também estabeleceu contactos cons a Fracções Italiana e Belga. No princípio de 1938, as Fracções Italiana e Belga criaram o Bureau Internacional das Fracções de Esquerda, que passou a editar a revista Octobre, que substituiu Bilan.

### Segunda Guerra Mundial
A corrente bordiguista foi praticamente o único movimento socialista a não reagir ao início da II Guerra Mundial. Mais tarde, com a ocupação da Bélgica e de França pelo exército alemão, teve que passar à clandestinidade, o que levou ao fim dos contactos ente os vários grupos e à desagregação do movimento.
Em 1942, um grupo de cerca de 10 militantes, encabeçado por Marc Chirik, tentou reconstruir a organização, criando o núcleo francês da Esquerda Comunista; o novo movimento recusava a participação na guerra e na resistência, considerando que tanto a democracia como o fascismo eram variantes da ditadura da burguesia, e que a URSS tinha um regime contra-revolucionário. Gradualmente vão estabelecendo contactos com outros grupos dispersos (nomeadamente entre os exilados italianos em Marselha), vindo a ser criado um Comité Executivo unificando os vários grupos. No entanto, ao fim de algum tempo, divergências ideológicas e conflitos pessoais, e também a criação em Itália (à medida que o regime de Mussolini se ia desagregando) de um Partido Comunista Internacionalista (PCInt), reagrupando os bordiguistas italianos, levou à cisão entre as secções francesa e italiana (com os elementos desta última a aderirem individualmente ao PCInt). A secção francesa viria a dividir-se em duas correntes, a Esquerda Comunista de França (GCF - Gauche Communiste de France), de Marc Chiriki e os seus apoiantes, a a Fracção Francesa da Esquerda Comunista (FFGC - Fraction Française de la Gauche Communiste), representando a minoria alinhada com o partido italiano. A FFGC passará a representar em França a tradição bordiguista, mas em 1949 a maior parte dos seus militantes abandonou-a e aderiu ao grupo Socialisme ou Barbarie; entretanto a GCF dispersou-se, vindo Chiriki e os seus apoiantes a criar em 1975 a Corrente Comunista Internacional.

### Partido Comunista Internacionalista
O PCInt foi criado em Itália em 1943 por Onorato Damen e Brunno Maffi. Endurecidos pela prisão, pela clandestinidade e longos anos de militância, os fundadores do PCInt pretendiam lutar até ao fim pela revolução, que eles achavam que se estava a iniciar com as greves de março desse ano no norte de Itália.
Rejeitando a guerrilha dos partisans, e qualquer ligação ao Partido Comunista Italiano, o PCInt travou uma luta clandestina, sendo denunciado pelo PCI como "um agente da Alemanha e do fascismo". No entanto, os relatórios sobre a imprensa clandestina que eram enviados a Mussolini entre 1943 e 1945 evidenciam que essas acusações eram fabricadas (embora os espiões de Mussolini se enganassem considerando o PCInt como trotskista, quando os trotskistas até apoiavam a resistência):
"O único jornal independente. Ideologicamente é o mais interessante e preparado. Contra qualquer compromisso, defendendo um comunismo puro, sem dúvida trotskista, e logo anti-estalinista. Declara-se sem hesitação um adversário da Rússia de Estaline, enquanto se proclama fiel à Rússia de Lenine. Luta contra a guerra em todos os seus aspetos: democrática, fascista ou estalinista. Até luta contra "os partisans", o Comité de Libertação Nacional e o Partido Comunista Italiano."
O PCInt ganhou apoio entre os operários, e pelo fim de 1944 tinha formado várias federações, sendo as mais importantes as de Turim, Milão e Parma, e desenvolvendo a sua atividade nas fábricas criando "Grupos de Fábrica Comunistas Internacionalistas" defendendo a criação de conselhos operários. A propaganda do partido teve boa receção nas fábricas, especialmente entre os operários que recusavam ir para a guerra.
Se nalguns aspetos o PCInt mantinha a tradição do movimento bordiguista dos anos 20 (criação de fracções dentro dos sindicatos, caracterização da URSS como um "Estado operário"), noutros pontos o seu programa refletia os desenvolvimentos que haviam sido feitos nos anos 30 pelo grupo da revista Bilan, nomeadamente na questão do Estado durante o período de transição e da possibilidade de surgirem conflitos entre esse Estado (mesmo numa "ditadura do proletariado") e os trabalhadores, situação em que o partido comunista deveria estar ao lado dos segundos em vez de se confundir com o poder do Estado.
Em dezembro de 1944, depois da ocupação pelos EUA do sul de Itália, vários grupos reclamando-se da tradição bordiguista formaram-se rapidamente e começaram a distribuir a sua imprensa clandestina. Em Nápoles um grupo chamado 'Frazione di Sinistra dei Communist e Socialisti' formou-se à volta de Bordiga, seguindo a tradição da Fracção Comunista Abstencionista de 1919. A nova fracção teve grande influência na cidade, e no sul de Itália havia muitos militantes do PCI, completamente isolados da direção no exílio, continuavam a se identificar com as posições da ala esquerda, sem conhecerem totalmente a evolução do seu partido. O termo "Fracção" adotado por Bordiga aparentemente implicaria que não tinham perdido a esperança de ganharem o apoio dos militantes do PCI e do PSI e eliminarem as suas direções. Por isso a fracção de Bordiga não se constituiu como partido político antes de ser absorvida pelo PCInt em 1945. A fracção conseguiu publicar diferentes jornais em Nápoles, Salerno e Roma.
Em dezembro de 1945, o PCInt realizou a sua primeira conferência nacional em Turim, agora como um partido forte. Bordiga não participou na conferência, já que só aderiu formalmente ao partido em 1949, embora tenha enviado alguns textos. No congresso, apareceram as pistas sobra a futura divisão no partido. A divergência cristalizou-se com Damen e Stefanini num lado, e Maffi, apoiado pelo ausente Bordiga, no outro, sobre as questões da função do partido, dos sindicatos e da participação em eleições.
Entretanto, enquanto o líder comunista Togliatti, como Ministro da Justiça, decretava uma amnistia geral dos dirigentes e militantes fascistas, o seu partido denunciava o PCInt como "fascistas", incitando à sua eliminação física. O culminar dessa campanha difamatória foi o assassínio de pelo menos dois militantes do PCInt, Mario Acquaviva e Fausto Atti, a que se juntam outros que ficaram no anonimato. Togliatti e o PCI requereram ao CLN para que os líderes do PCInt fossem condenados à morte.
Apesar da violência contra ele, o PCInt continuou desenvolvendo-se, e especialmente na Calábria tinha uma grande influência entre os trabalhadores rurais e até entre os agricultores. Neste ponto, o partido já se poderia considerar um partido de massas, com 13 federações, 72 secções, numerosas reuniões públicas, implantação nos principais centros industriais e jornais de fábrica.
Foi inicialmente a questão do parlamentarismo que deu origem à formação de tendências no PCInt. O partido tinha apresentado candidatos nas eleições locais de 1946 e nas nacionais de 1948. Outras divergências derivaram dessa — por um lado, a tendência de Damen defendendo o desenvolvimento do "partido" e a participação nas eleições, mas oposta a qualquer apoio aos movimentos de "libertação nacional"; no outro lado, a tendência de Maffi, hostil ao "parlamentarismo revolucionário" e apoiada por Bordiga.

### Partido Comunista Internacional
A entrada de Bordiga no partido em 1949 precipitou a formação de blocos opostos. Para Bordiga, era necessário um retorno a Lenine e às teses da esquerda italiana antes de 1926, rejeitando as contribuições do grupo da revista Bilan sobre a questão nacional, os sindicatos e o estado de transição. Bordiga também considerava que o imperialismo norte-americano seria mais perigoso que o soviético. Foi em todas essas questões e não na das eleições (as quais Damen entretanto rejeitou), que a cisão ocorreu entre Maffi e Bordiga de um lado, e Damen e Stefanini do outro. Em 1952, a maioria parecia seguir Damen, que rejeitara a ideia de conquistar os sindicatos e qualquer apoio às lutas de libertação nacional, e também recusava que o poder fosse exercido pelo partido em nome do proletariado.
A partir do 1952, passou a haver dois Partidos Comunistas Internacionalistas, ambos reivindicando Lenine e a esquerda italiana. O liderado por Bordiga começou a publicar Il Programma Comunista, enquanto o grupo de Damen publicava Prometeo e Battaglia Comunista. Os nomes das publicações refletiam as diferentes linhas estratégicas — a facção de Bordiga preferindo preservar e aprofundar o que consideravam ser a pureza da linha ideológica, e a de Damen preferindo o envolvimento na luta politica e social.
O partido de Bordiga cresceu a nível internacional, estabelecendo-se em vários países e por algum tempo tornando-se a principal organização na linha da Esquerda Comunista (já o partido de Damen iria mais tarde dar origem ao Instituto Internacional para o Partido Revolucionário / Tendência Comunista Internacionalista).
Em 1964 houve uma nova cisão opondo-se às teses que Bordiga apresentou na reunião do partido em Florença, que tentou definir novos critérios baseados no centralismo orgânico. Esta nova cisão adotou o nome de Rivoluzione Comunista (RC) e fez a sua crítica ao programa do partido, propondo uma intervenção mais ativa entre a classe operária. Após essa cisão, o partido de Bordiga alterou o nome para Partido Comunista Internacional.
Até à sua morte em 1970, Bordiga dedicou-se a desenvolver as bases teóricas e politicas do partido, que se tornou verdadeiramente internacional de facto e não apenas de nome nos anos 60, em textos da sua autoria como as "Teses Fundamentais do Partido" (1951), "Considerações sobre a Atividade Orgânica do Partido numa Situação que é Geralmente e Historicamente Desfavorável" (1965), "Teses sobre o Dever Histórico, a Ação e Estrutura do Partido Comunista Mundial" (1965) e "Teses Suplementares" (1966).

História das correntes derivadas da esquerda comunista italiana

Em 1974 o partido teve uma séria cisão, em que alguns militantes (baseados sobretudo em Florença) criaram os nova organização, publicando o jornal Il Partito Comunista. O Partido Comunista Internacional continuou publicando em várias línguas, incluindo o Communist Left em inglês. Entretanto, em 1982, o Partido Comunista Internacional Il Programma Comunista sofreu mais cisões, sobretudo em França e Itália; dessas cisões surgiram novas organizações que também usam o nome "Partido Comunista Internacional", como a que publica Il Comunista e a que publica (desde novembro de 1982) o jornal Bolletino.

### Desenvolvimentos posteriores
Ao longo dos anos tem havido várias tendências e organizações que têm reivindicado a herança da Esquerda comunista italiana ou diretamente do Partido Comunista Internacional. 
Nos anos 60, em França surgiram os grupos ligados às revistas Fil du Temps, de Roger Dangeville, e Invariance, de Jacques Camatte. Fil du Temps desapareceu em 1976, e, a partir de 1968, Camatte foi-se afastando do marxismo, vindo a adotar posições similares aos dos primitivistas. A partir do grupo Invariance (na sua versão até 1969) surgiu o Grupo Comunista Mundial; por sua vez, em 1976, um grupo de ex-militantes de Grupo Comunista Mundial cria a revista Communisme ou Civilisation, vindo mais tarde a dar origem ao coletivo Robin Goodfellow.
Outra dessas tendências, surgida em 1981, é o grupo (que expressamente não se considera um partido) chamado 'n + 1' que publica a revista com o mesmo nome e também a série Quaderni Internazionalisti, reunindo panfletos, artigos detalhados sobre vários assuntos, etc.
Também em 1982 a secção argelina do Partido Comunista Internacional (Il Programma Comunista) se constituiu num grupo autónomo, em volta da sua publicação, El Oumami.

## Influência
Além do bordiguismo tradicional (o Partido Comunista Internacional e as organizações na sua continuidade) e das outras correntes na linha de esquerda comunista italiana (Corrente Comunista Internacional, Tendência Comunista Internacionalista, etc.), as ideias de Bordiga e dos seus seguidores (nomeadamente através do grupo Invariance) contribuíram também para o desenvolvimentos das tendências conhecidas como "comunização", que vêem a revolução como sendo a abolição imediata do Estado, do trabalho assalariado e do conceito de mercadoria.

### Principais organizações bordiguistas
- «Partido Comunista Internacional (Il Programma Comunista)» (em italiano, alemão, francês, e inglês). Consultado em 29 de dezembro de 2017
- «Partido Comunista Internacional (Il Partito Comunista)» (em inglês, português, italiano, espanhol, alemão, francês, grego, russo, árabe, e hebraico). Consultado em 29 de dezembro de 2017
- «Partido Comunista Internacional (Il Comunista)» (em italiano, francês, espanhol, inglês, e polaco). Consultado em 29 de dezembro de 2017
- «Partido Comunista Internacional (Il Bollettino)» (em italiano). Consultado em 29 de dezembro de 2017
- «n+1» (em italiano, inglês, chinês, francês, espanhol, russo, e grego). Consultado em 29 de dezembro de 2017

### Outras ligações
- «Teses características do partido (Partido Comunista Internacionalista - Programa Comunista)» (PDF). Robin Goodfellow. Consultado em 27 de fevereiro de 2018
- «Quem somos e o que queremos». International Communist Party. Consultado em 13 de janeiro de 2016
- «International Library of the Communist Left / Libreria Internazionale della Sinistra Comunista». Consultado em 30 de novembro de 2017
- «The Amadeo Bordiga Internet Archive». Marxists Internet Archive (em inglês). Consultado em 15 de setembro de 2015
- «MIA - Sezione Italiana: Bordiga». Marxist Internet Archive (em italiano). Consultado em 15 de setembro de 2015
- «Historical Archives of "Italian" Communist Left» (em inglês). n+1. Consultado em 19 de abril de 2017; arquivo de documentos da "esquerda comunista" italiana
- «Bilan 00 : Sommaire des numéros de la revue "Bilan"» (em francês). Colectif Smolny - Collectif d’édition des introuvables du mouvement ouvrier. Consultado em 26 de julho de 2015; arquivo dos números e artigos da revista "Bilan", de 1933 a 1938
- «Bordiga Archive». Antagonism (em inglês). Consultado em 29 de outubro de 2017